# 承光 (夏)
承光（425年八月—428年二月），或作承陽、永光，是十六國時期夏國君主赫連昌的年號，共計2年餘。
《晉書》作承光。《魏書》和《太平御覽》作永光。甘肅出土的塔有“承陽二年嵗在[丙]寅……”字樣。由於北凉曾奉夏正朔和丙寅為承光二年的干支，所以學者懷疑史籍記載承光為承陽之錯誤；即使承光沒有錯誤，北涼是用了同韻意義相近的陽字代替了光字。後來北凉奉[北]魏正朔時，遵照諧音，將“延和”和“太延”分別改作“緣禾”和“太緣”。。

## 纪年
| 承光 | 元年  | 二年  | 三年  | 四年  |
| ---- | ----- | ----- | ----- | ----- |
| 公元 | 425年 | 426年 | 427年 | 428年 |
| 干支 | 乙丑  | 丙寅  | 丁卯  | 戊辰  |

## 参看
- 中国年号索引
  - 其他时期使用承光的年号
  - 其他时期使用永光的年号
- 同期存在的其他政权年号
  - 元嘉（424年八月—453年十二月）：南朝宋皇帝宋文帝刘义隆的年号
  - 建弘（420年正月-428年五月）：西秦政权乞伏炽磐年号
  - 太平（409年十月-430年十二月）：北燕政权冯跋年号
  - 玄始（412年十一月-428年十二月）：北凉政权沮渠蒙逊年号
  - 始光（424年正月-428年正月）：北魏政权北魏太武帝拓跋燾年号
  - 神䴥（428年二月-431年十二月）：北魏政权北魏太武帝拓跋燾年号